# رشا شحادة
رشا شحادة هي مُديرة إدارية فلسطينية تَعمل في مَجال الاستيراد لِعائلتها، في شركة داياموند لاين في دولة الإمارات العربية المتحدة.

## مهنة
وُلدت رشا شحادة في فلسطين،ترتيبها الطفلة الوسطى بين ثلاثة أشقاء.انتقلت إلى الإمارات العربية المتحدة عندما كانت طفلة مع عائلتها، كانت تعيش أصلاً في أبوظبي. أنشأ والدها شركة استيراد تدعى داياموند لاين  كانت في الجامعة الأمريكية في الشارقة، وتخرجت في عام 2007.وفي البداية عملت في التسويق الدولي بعد التخرج.
بدأت رشا العمل في مجال الأعمال لعائلتها، وفي عام 2011، سافَرت إلى أوهايو كجزء من برنامج تبادل الشرق الأوسط الأمريكي لأصحاب الأعمال الصغيرة. وقالت أنها ترى أوجه تشابه بين الشركات التي تديرها العائلة والتي رأتها أثناء وجودها في الولايات المتحدة. بدأت العمل في الشركة في تطوير الأعمال، وأقنعت والدها بالبدء في الاستثمار في تدريب الموظفين الحاليين بدلاً من توظيف الاستشاريين.
قبل تقاعد والدها، قام بتقسيم ملكية الشركة إلى أجزاء متساوية بين أبناءه الثلاثة. اختيرت رشا وشقيقها لتصبح مديرة عام 2013.كانت مهمتها الأولى هي إعادة تركيز الشركة على أعمالها التجارية الخاصة باستيراد النفط، بدلاً من تزويدها بإمدادات فندقية عامة. أدرجتها فوربس كواحدة من أكثر النساء تأثيراً في المنطقة في مجال الأعمال العائلية،وأدرجت في برنامج 100 امرأة لهيئة الإذاعة البريطانية في عام 2015 كجزء من مجموعة 30under30.

## أقوالها
- "كنتُ أملك رؤيةً ما. عندما أعمل مع المؤسِّس لا أتصرّف كأنّني موظّفة، ولم آخذ الأمر على أنّه رئيسي في العمل وحسب؛ كنتُ دائماً ما أناقش الأفكار، فشلتُ في بعض الاختبارات ونجحتُ في سواها. في الوقت نفسه قرّر المؤسِّس التنحّي".حيث اقترحتُ فكرةً لتحفيز الموزّعين لدينا. جرّبتُ العمل مع فريقٍ مساعِد فكانت النتائج إيجابيةً جدّاً، وعندها قال لي [المؤسِّس] "الشركة الآن باتَت في أيدٍ أمينة، تولّي قيادتها." أمّا أشقّائي فكانوا يحصلون على التعليمات ويسعدُهم تنفيذُها، ولم يكونوا متمرّدين بقدر ما كنتُ أنا".
- «إنّ الذكر هو دوماً من يطّلع بلعب الأدوار القيادية في منطقتنا، هذه هي القصّة التقليدية. ولكن مع الوقت، أصلحنا منفتحين قليلاً، حيث باتت بعض العائلات تسمح للمرأة أن تتسلّم زمام القادة بنفسها. وفي حالة عائلتنا، فإنّ لديّ شقيقةٌ أكبر منّي دخلت مجال الأعمال قبلي، ولديّ شقيقٌ أصغر منّي يعمل في هذا المجال أيضاً. وعندما يسألني أحدهم عن السبب، فسأجيبه بسهولة أنّني الأكثر كفاءةً لتولّي هذا الأمر في الوقت الحاضر. لا أحد يعلم ما قد يحدث مستقبلاً، فلا يوجد هذا النوع من التنافس بيننا [الأشقاء]».
- «أدعو مؤسِّس هذه الشركة بالـ» دينامو«، فهو رائد أعمالٍ محض: منذ عمر ستّ سنوات وهو يعمل في التجارة في السوق. وقبل» داياموند لاين«أنشأ 4 شركاتٍ ناشئةٍ فشلَت بمعظمها. وعندما أصبح في عمر 47، قال إنّ» هذه فرصتي الأخيرة، لا أستطيع أن أبقى موظّفاً لبقيّة حياتي. «وبسبب هذا العزم، وصلنا إلى ما نحن عليه الآن».
- «لأنّ النساء يجدنَ صعوبةً في الدخول إلى الشركات العائلية والحصول على أدوارٍ قيادية، فلقد أتيحت لي الفرصة للتألّق. كان الأمر في الواقع أقلّ تنافسية بالنسبة لي، إلى حدّ أنّني صُنَفْتُ من مجلّة» فوربس«Forbes كواحدةٍ من أكثر النساء نفوذاً في الشركات العائلية ضمن المنطقة العربية. لقد ستعد هذا الأمر على الاعتراف بي كأقليةٍ فاعلة، وهذا يساعد كثيراً. ولكي نكون صادقين، إنّ لائحة» فوربس«كانت بالنسبة لي أفضل من شهادة الماجستير التي حزتُ عليها، فهي دفعَت العملاء للثقة أكثر بي وبالشركة».